# Cadillon
Cadillon – miejscowość i gmina we Francji, w regionie Nowa Akwitania, w departamencie Pireneje Atlantyckie.
Według danych na rok 1990 gminę zamieszkiwały 104 osoby, a gęstość zaludnienia wynosiła 19 osób/km² (wśród 2290 gmin Akwitanii Cadillon plasuje się na 1072. miejscu pod względem liczby ludności, natomiast pod względem powierzchni na miejscu 1397.).